# Champions Challenge 2001. (hokej na travi)
1. natjecanje za Champions Challenge u hokeju na travi za muške se održalo 2001. godine. Predstavljao je drugi jakosni razred svjetskog reprezentativnog hokeja na travi.

## Mjesto i vrijeme održavanja
Održao se od 7. do 15. prosinca 2001. u malezijskom gradu Kuali Lumpuru. Susreti su se igrali na stadionu Malaysia National Hockey Stadium, u predgrađu Bukit Jalilu.

## Natjecateljski sustav
Igralo se po jednostrukom ligaškom sustavu. Za pobjedu se dobivalo 3 boda, za neriješeno 1 bod, a za poraz nijedan bod.
Nakon ligaškog dijela, igralo se za poredak. Prvi i drugi na ljestvici su doigravali za zlatno odličje, treći i četvrti za brončano odličje, a peti i šesti na ljestvici za 5. i 6. mjesto. 6. je ispadao u niži natjecateljski razred.
Pobjednik je stjecao pravo sudjelovati u višem natjecateljskom razredu, na Prvačkom trofeju iduće godine u Kölnu, u Njemačkoj.

## Sudionici
- Argentina
- Belgija
- Indija
- Japan
- JAR
- Malezija, domaćin

### Argentina
Trener: Jorge Ruiz
| 1. Pablo Moreira (vratar( (kapetan) 2. Juan Pablo Hourquebie 3. Maximiliano Caldas 4. Matias Vila 5. Ezequiel Paulón 6. Mario Almada 7. Tomás MacCormik 8. Santiago Capurro | 1. Marcos Riccardi 2. Jorge Lombi 3. Fernando Zylberberg 4. Germán Orozco 5. Fernando Oscaris 6. Matias Paredes 7. Juan Manuel Vivaldi (vratar) 8. Leonardo Deambarsi |

### Belgija
| 1. Vincent Deneumostier (vratar) 2. Maxime Luycx 3. Jean-Philippe Brulé 4. Thierry Renaer 5. Xavier-Charles Letier 6. Xavier de Scheemaeker 7. Joeri Beunen 8. Thomas van den Balck | 1. Xavier Brooke 2. Robin Geens 3. Christophe Moraux (vratar) 4. Marc Coudron (kapetan) 5. Fabian Bueger 6. Xavier Reckinger 7. Charles Vandeweghe 8. Phillippe Goldberg |

### Indija
Trener: Cedric d'Souza
| 1. Devesh Chauhan (vratar) 2. Lazarus Barla 3. Thirumal Valavan 4. Sukhbir Singh Gill 5. Dhanraj Pillay 6. Baljit Singh Dhillon (kapetan) 7. Prabjoth Singh 8. Jude Menezes (vratar) | 1. Jugraj Singh 2. Daljit Singh Dhillon 3. Kanwalpreet Singh 4. Arjun Halappa 5. Deepak Thakur 6. Bipin Fernandez 7. Vikram Pillay 8. Gagan Ajit Singh |

### Japan
| 1. Takahiko Yamabori (kapetan) 2. Naoya Iwadate 3. Ryuji Furasato 4. Akira Takahashi 5. Kenichi Katayama 6. Naohiko Tobita 7. Kazuyuki Ozawa 8. Atsushi Takehara | 1. Daisuke Hokaze 2. Akihiko Hirata 3. Mitsuru Ito 4. Jun Takahashi (vratar) 5. Yasuhiro Nobui (vratar) 6. Ryuhie Harada 7. Fumihiro Matsui 8. Toshiai Fukuda |

### Malezija
Trener: Paul Lissek
| 1. Roslan Jamaluddin (vratar) 2. Singh Maninderijt 3. Chua Boon Huat 4. Gobinathan Krishnamurthy 5. Kuhan Shanmuganathan 6. Nor Azlan Bakar 7. Chairil Anwar Abdul Aziz 8. Mohammed Madzli Ikmar | 1. Tajol Rosli Mohamed 2. Mohamed Rodhanizam Radzi 3. Keevan Raj Kalikavandan 4. Mirnawan Nawawi 5. Logan Kali Kavandan 6. Ibrahim Mohd Nasihin Nubli 7. Shankar Shanmugam |

### JAR
Trener: Rob Pullen
| 1. Chris Hibbert (vratar) 2. Warren Bond 3. Craig Jackson (kapetan) 4. Craig Fulton 5. Bruce Jacobs 6. Gareth Murray 7. Mike Cullen 8. Clyde Abrahams | 1. Justin King 2. Ken Forbes 3. Kevin Chree 4. Brenton Key 5. Darryn Gallagher 6. David Staniforth (vratar) 7. Denzil Dolley 8. Marvin Bam |

## Rezultati prvog dijela natjecanja
Satnica je po malezijskom vremenu, UTC+8.
| 7. prosinca 2001. 16:05    |       |                        |                                      |
| JAR                        | 3 : 2 | Argentina              | Suci: Antonio Bustos Jason McCracken |
| King 16.' Cullen 69', 70.' |       | Lombi 11.' Almada 59.' | Suci: Antonio Bustos Jason McCracken |

| 7. prosinca 2001. 18:05 |       |         |                                      |
| Indija                  | 1 : 0 | Belgija | Suci: Steve Graham Singh Ravinderpal |
| Pillay 47.'             |       |         | Suci: Steve Graham Singh Ravinderpal |

| 7. prosinca 2001. 20:05 |       |       |                                   |
| Malezija                | 1 : 0 | Japan | Suci: Satinder Kumar Sumesh Putra |
| Keevan Raj 40.'         |       |       | Suci: Satinder Kumar Sumesh Putra |

| 8. prosinca 2001. 18:05 |       |                          |                                   |
| JAR                     | 2 : 2 | Indija                   | Suci: Sumesh Putra Singh Paramjit |
| King 11.' Fulton 60.'   |       | J. Singh 9.' Thakur 17.' | Suci: Sumesh Putra Singh Paramjit |

| 8. prosinca 2001. 20:05 |       |          |  |
| Belgija                 | 0 : 2 | Malezija |  |
|                         |       |          |  |

| 9. prosinca 2001. 18:05 |       |           |  |
| Japan                   | 1 : 2 | Argentina |  |
|                         |       |           |  |

| 10. prosinca 2001. 16:05                 |       |                      |                                        |
| Japan                                    | 3 : 2 | JAR                  | Suci: Antonio Bustos Singh Ravinderpal |
| Furasato 25..' Yamabori 51.' Tobita 58.' |       | Cullen 8.' King 43.' | Suci: Antonio Bustos Singh Ravinderpal |

| 10. prosinca 2001. 18:05     |       |             |                                           |
| Argentina                    | 3 : 1 | Belgija     | Suci: Singh Paramjit Toschimichi Fujimura |
| Almada 5', 51.' Capurro 11.' |       | Bueger 18.' | Suci: Singh Paramjit Toschimichi Fujimura |

| 10. prosinca 2001. 20:05             |       |               |                                    |
| Malezija                             | 2 : 1 | Indija        | Suci: Jason McCracken Steve Graham |
| Chua Boon Huat 47.' Rodhanizarn 55.' |       | P. Singh 23.' | Suci: Jason McCracken Steve Graham |

| 11. prosinca 2001. 18:05 |       |             |                                      |
| Belgija                  | 0 : 1 | JAR         | Suci: Jason McCracken Satinder Kumar |
|                          |       | Jacobs 51.' | Suci: Jason McCracken Satinder Kumar |

| 12. prosinca 2001. 18:05        |       |       |                                     |
| Indija                          | 3 : 0 | Japan | Suci: Singh Paramjit Antonio Bustos |
| Halappa 35', 62.' P. Singh 41.' |       |       | Suci: Singh Paramjit Antonio Bustos |

| 12. prosinca 2001. 20:05 |       |                 |                                 |
| Malezija                 | 1 : 2 | Argentina       | Suci: Steve Graham Sumesh Putra |
| Nawawi 19.'              |       | Lombi 46', 69.' | Suci: Steve Graham Sumesh Putra |

| 13. prosinca 2001. 16:05                                                     |       |                |                                      |
| Japan                                                                        | 6 : 2 | Belgija        | Suci: Blalse Monteiro Satinder Kumar |
| Katayama 6.' Matsui 41.' Tobita 44.' (k.u.), 60.' Furasato 49.' Iwadate 62.' |       | Brulé 8', 40.' | Suci: Blalse Monteiro Satinder Kumar |

| 13. prosinca 2001. 18:05    |       |                |                                      |
| Indija                      | 2 : 1 | Argentina      | Suci: Steve Graham Singh Ravinderpal |
| J. Singh 27.' G. Singh 32.' |       | MacCormik 15.' | Suci: Steve Graham Singh Ravinderpal |

| 13. prosinca 2001. 20:05 |       |          |                                    |
| JAR                      | 1 : 0 | Malezija | Suci: Jason McCracken Sumesh Putra |
| Cullen 41.'              |       |          | Suci: Jason McCracken Sumesh Putra |

### Poredak nakon prvog dijela natjecanja
```
 1. 
 Indija            5      3     1     1     ( 9: 5)      
10

 2. 
 JAR               5      3     1     1     ( 9: 7)      
10

 
 3. 
 Argentina         5      3     0     2     (10: 8)      
 9

 
 4. 
 Malezija          5      3     0     2     ( 6: 5)      
 9

 
 5. 
 Japan             5      2     0     3     (10:10)      
 6

 
 6. 
 Belgija           5      0     0     5     ( 3:13)       
0
```

## Doigravanje
Satnica je po malezijskom vremenu, UTC+8.
- za 5. mjesto

| 15. prosinca 2001. 08:05                                 |       |                                              |                                         |
| Japan                                                    | 5 : 3 | Belgija                                      | Suci: Blalse Monteiro Singh Ravinderpal |
| Katayama 1.' Matsui 8', 37.' Yamabori 53.' Furasato 61.' |       | Reckinger 28.' (k.u.) Beunen 39.' Geens 42.' | Suci: Blalse Monteiro Singh Ravinderpal |

- za brončano odličje

| 15. prosinca 2001. 08:05         |       |                                     |                                            |
| Argentina                        | 4 : 2 | Malezija                            | Suci: Toschimichi Fujimura Jason McCracken |
| Lombi 7', 24', 31.' (k.u.), 59.' |       | Chairil 45.' Mohd Madzli Ikmar 50.' | Suci: Toschimichi Fujimura Jason McCracken |

- za zlatno odličje

| 15. prosinca 2001. 20:05 |       |             |                                 |
| Indija                   | 2 : 1 | JAR         | Suci: Steve Graham Sumesh Putra |
| Thakur 9.' Dillon 55.'   |       | Dolley 58.' | Suci: Steve Graham Sumesh Putra |

## Završni poredak
| Mj. | Momčad    |
| --- | --------- |
| 1.  | Indija    |
| 2.  | JAR       |
| 3.  | Argentina |
| 4.  | Malezija  |
| 5.  | Japan     |
| 6.  | Belgija   |

| Pobjednici Champions Challengea |
| ------------------------------- |
| Indija Prvi naslov              |

## Najbolji sudionici
| Najbolji strijelac  | najbolji igrač | fair-play |
| ------------------- | -------------- | --------- |
| Juan Manuel Vivaldi | Mike Cullen    | Japan     |

## Vanjske poveznice
- (engl.) Coverage from Rediff.com
- (engl.) FIH match reports  Arhivirana inačica izvorne stranice od 23. studenoga 2008. (Wayback Machine)